# Пласт у Канаді
Пласт — українська скаутська організація з відділами по цілому світі. Пласт як велика організація існує і у Канаді. Пластові осередки (станиці) існують у великих містах Канади, таких як Монтреалі, Оттаві, Торонті, Сент-Катарінс , Вінніпегу, Едмонтоні і Калгарі.
«Пласт» у Канаді поширився серед української діаспори після Другої світової війни. У 1954 році Канадський «Пласт» став співзасновником Конференції Українських Пластових Організацій. Після проголошення незалежності України у 1991 році, канадські пластуни відвідали Україну. У 2007 році відбулася Ювілейна Міжкрайова Пластова Зустріч в Канаді.
Багато канадських пластунів стали всесвітньо відомими діячами. Серед них:
- Орест Субтельний — історик, професор історії при Університеті Йорк у Торонто, автор книги «Україна: Історія»;
- Микола Плав'юк — політик, економіст, останній Президент УНР в екзилі (1989–1992);
- Леся Храплива — українська письменниця, співробітниця дитячих і жіночих журналів у США й Канаді, у роках 1953—70 редактор пластового журналу «Готуйсь»;
- Юрій Луговий — кінорежисер, автор фільмів про Голодомор, інтернування українців в Канаді під час Першої світової війни, польський концтабір «Береза Картузька».

Адреса Крайової Пластової Старшини Канади:
- 2199 Bloor St. West, Toronto, Ontario